# Кеге
Кеге (дан. Køge; данська вимова: [ˈkʰøː(j)ə], старіше написання Kjøge) — морський порт на узбережжі затоки Кеге за 39 км на південний захід від Копенгагена. Головне місто та резиденція муніципалітету Кеге регіону Зеландія (Данія). 2023 року населення міста становило 38 588 осіб.
Природна гавань і стратегічне розташування дали Кеге довгу історію як ринкового міста. Сьогодні про це минуле свідчить добре збережений старий центр міста з багатьма фахверковими будинками.
Кеге розташований у столичному районі Копенгагена та з'єднаний із центром Копенгагена лінією E приміської залізничної системи S-train. Через Кеге також проходить лінія Копенгаген — Рінгстед, відкрита в червні 2019 року. Вона зробила Кеге центральним вузлом транспортної системи Данії.

## Історія
Як і більшість міст Данії, походження Кеге передує писемній історії. 1288 року Кеге вперше визнано офіційним ринковим містом, на відміну від тогочасного церковного центру — Роскілле, і воно було важливим торговим містом у пізньому Середньовіччі.
Під час місцевого полювання на відьом, яке називається Køge Huskors (1608—1615), принаймні 15 осіб засуджено за чаклунство та спалено на вогнищі. Кеге постраждало під час воєн між Данією та Швецією (1643—1720 рр., битва біля затоки Кеге). 1807 року місто та околиці були ареною битви при Кеге між британськими та данськими військами. Кеге залишалося невеликим містом до кінця XIX століття, коли почався промисловий розвиток і зростання населення. Нині Кеге — центр 18-го за чисельністю населення міського району Данії.

## Географія
Місто розташоване в тильній частині затоки Кеге, обмежене Копенгагеном на півночі та півостровом Стевнс на півдні, де впадає в море Кеге Å (Кеге-Крік).
Крім власне Кеге, міська територія включає передмістя Кеге Норд (Олбі і Ølsemagle Lyng) на півночі та Гаструп і Герфюль на півдні.

## Економіка
Порт безпосередньо пов'язаний зі Скандинавським транспортним центром, великим бізнес-парком на північно-західній околиці Кеге, де, зокрема, розташовані штаб-квартира та данський розподільний центр багатонаціональної, заснованої Данією, мережі дисконтних супермаркетів Netto.

## Культура

### Музеї
Музей Кеге розташований за адресою Nørregade, 4, у збереженому колишньому купецькому будинку 1619 року. Далі по вулиці, у № 29, міститься Музей мистецтва в громадських місцях. Це єдиний художній музей у Данії, присвячений ескізам і моделям творів мистецтва, виставених у публічних місцях. У його фондах є оригінальна модель копенгагенської «Русалоньки».

### Архітектура
Історична архітектура центру міста — одна з головних пам'яток Кеге. Тут розташований найстаріший датований фахверковий будинок у Данії, який також є найстарішою датованою нешляхетською та нерелігійною будівлею північних країн. Його побудовано 1527 року. Спочатку це була частина ряду хатин, а тепер — складова публічної бібліотеки. Поблизу міста знайдено третю за величиною кругову фортецю вікінгів.
Поруч з будинком — церква Святого Миколая. Вежа церкви містить маяк, який був першим, побудованим у Данії.
Ратуша Кеге датується 1552 роком і є найстарішою ратушею в Данії, яка досі використовується за призначенням.
Ринкова площа Кеге Торв (Køge Torv) площею майже 1 га (2,5 акри) — найбільша міська площа в Данії за межами Копенгагена та найбільша та найкраще збережена середньовічна міська площа в Данії. У середу та суботу на площі проходять ярмаркові дні.
Kjøge Miniby (міні-містечко Кьоге) — історично правильна модель міста 1865 року, побудована в масштабі 1:10.

### Спорт

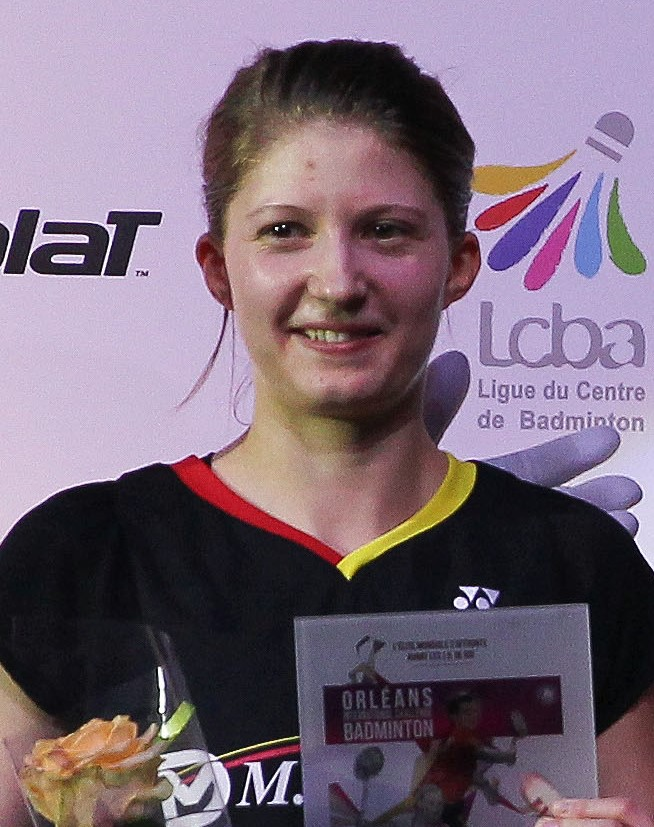
Лена Гребак, 2016

Футбольний клуб HB Køge створено 2009 року злиттям професійних клубів Герфельге і Кеге. Нині виступає в 1-му дивізіоні Данії. Їхнім домашнім майданчиком є спортивний парк Кеге (стадіон Capelli Sport).

## Галерея

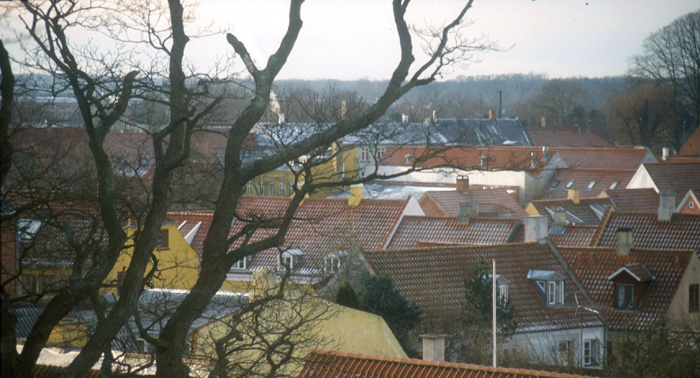
Кеге взимку
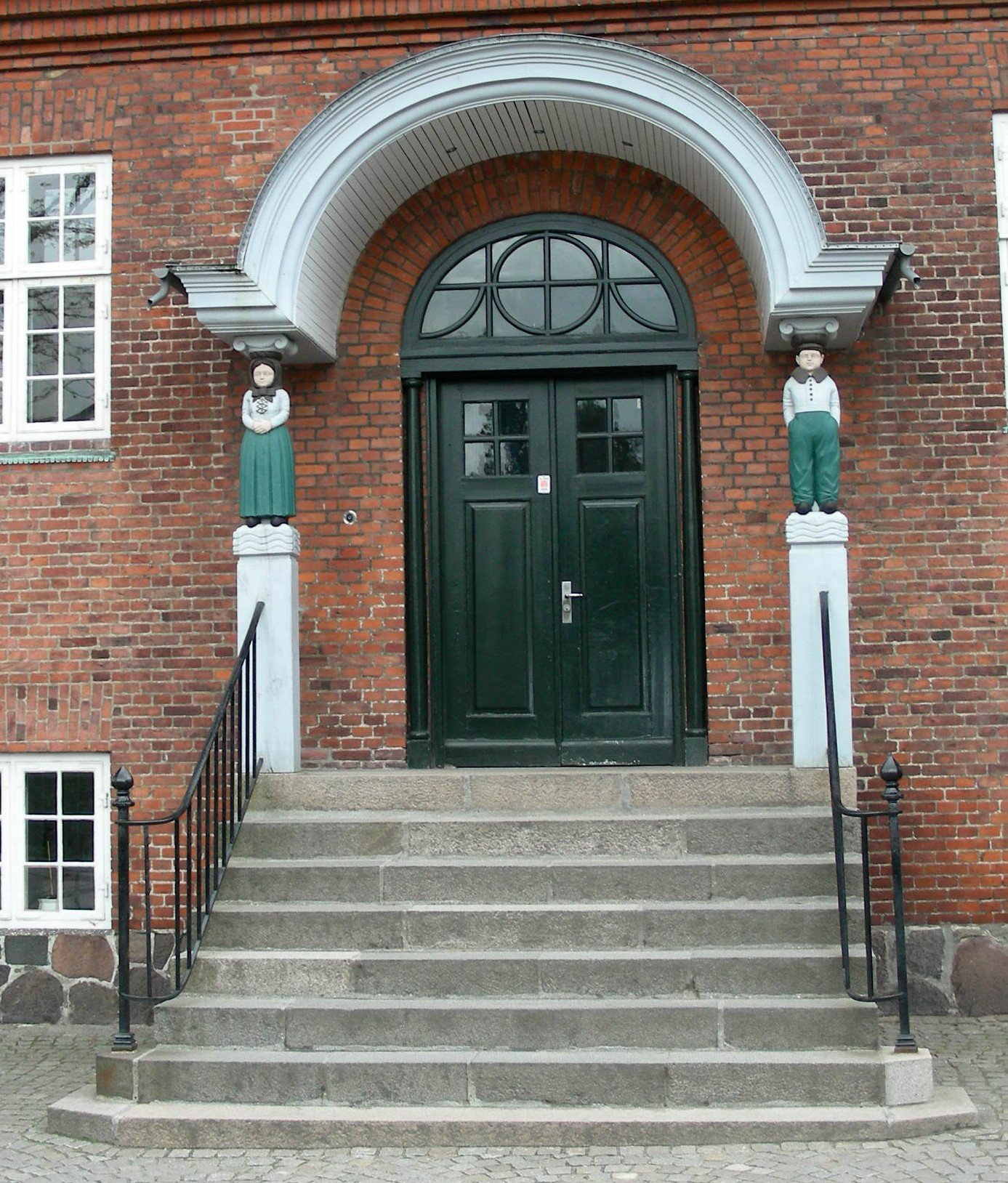
Новий вхід до колишньої школи Тексенс (Tøxens Skole) у Кеге (нині Sankt Nicolai Skole Nord)
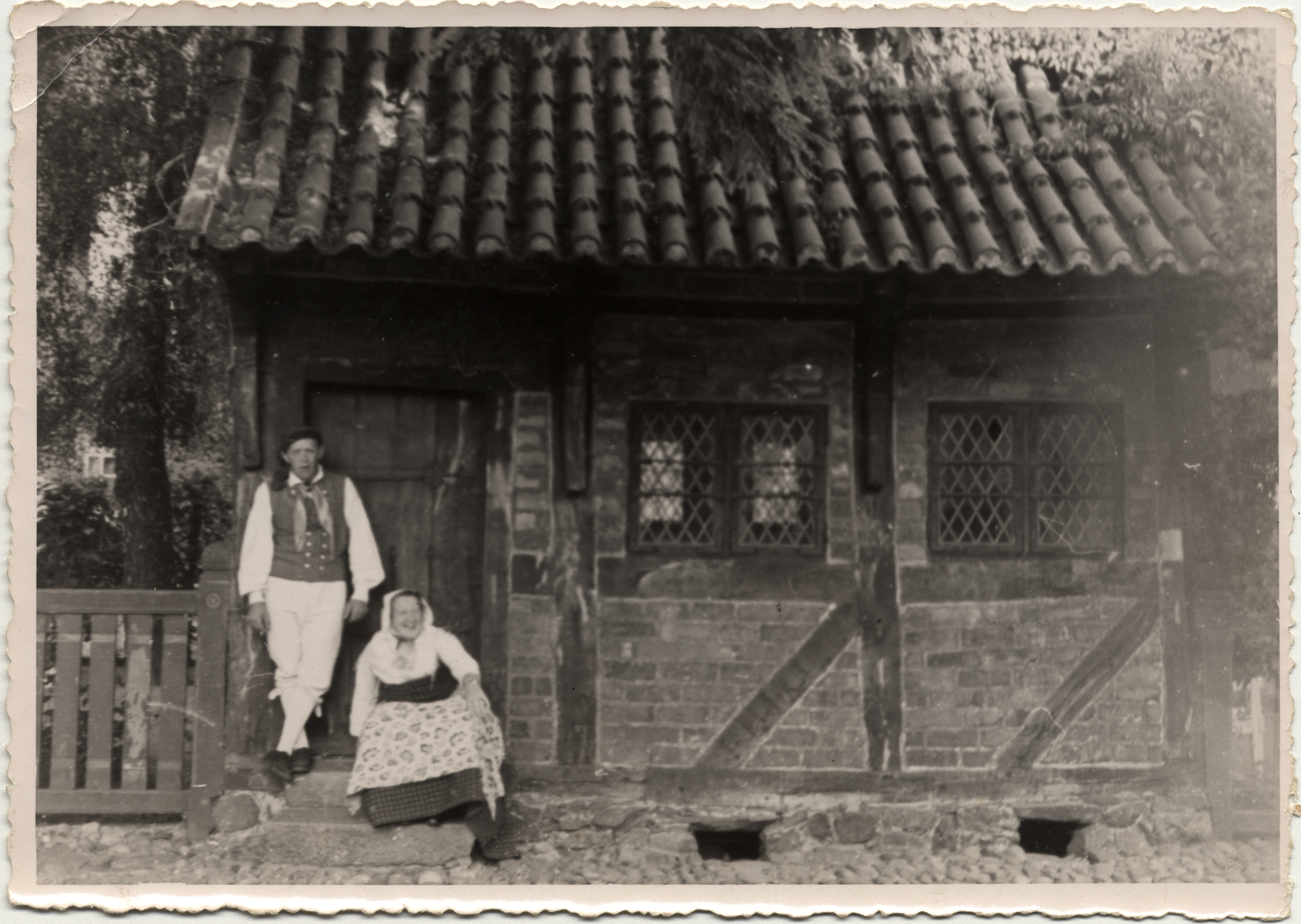
Найстаріший датований будинок у Кеге, а також найстаріший датований фахверковий будинок у Данії
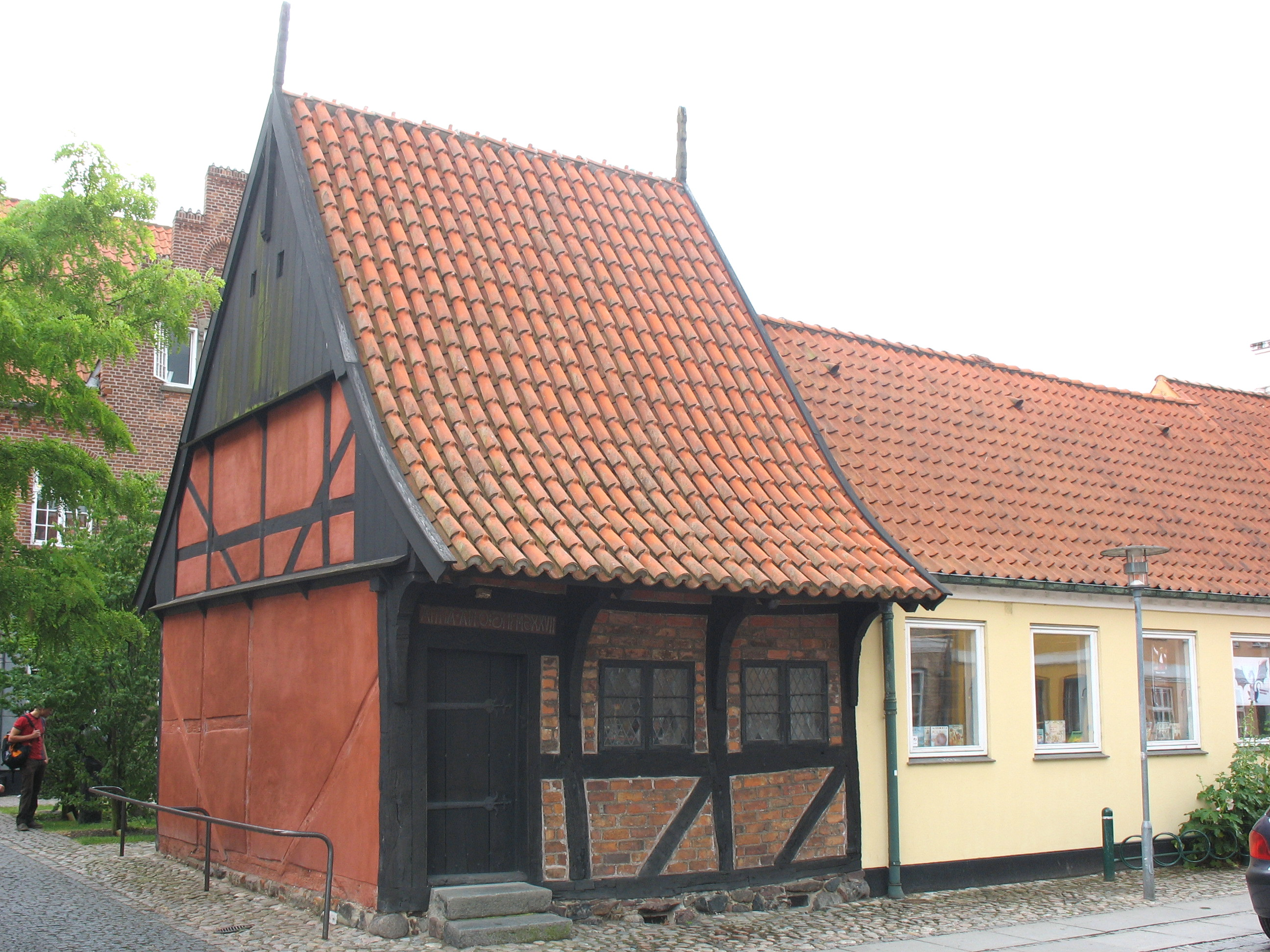
Сучасне фото найстарішого датованого фахверкового будинку в Кеге та Данії
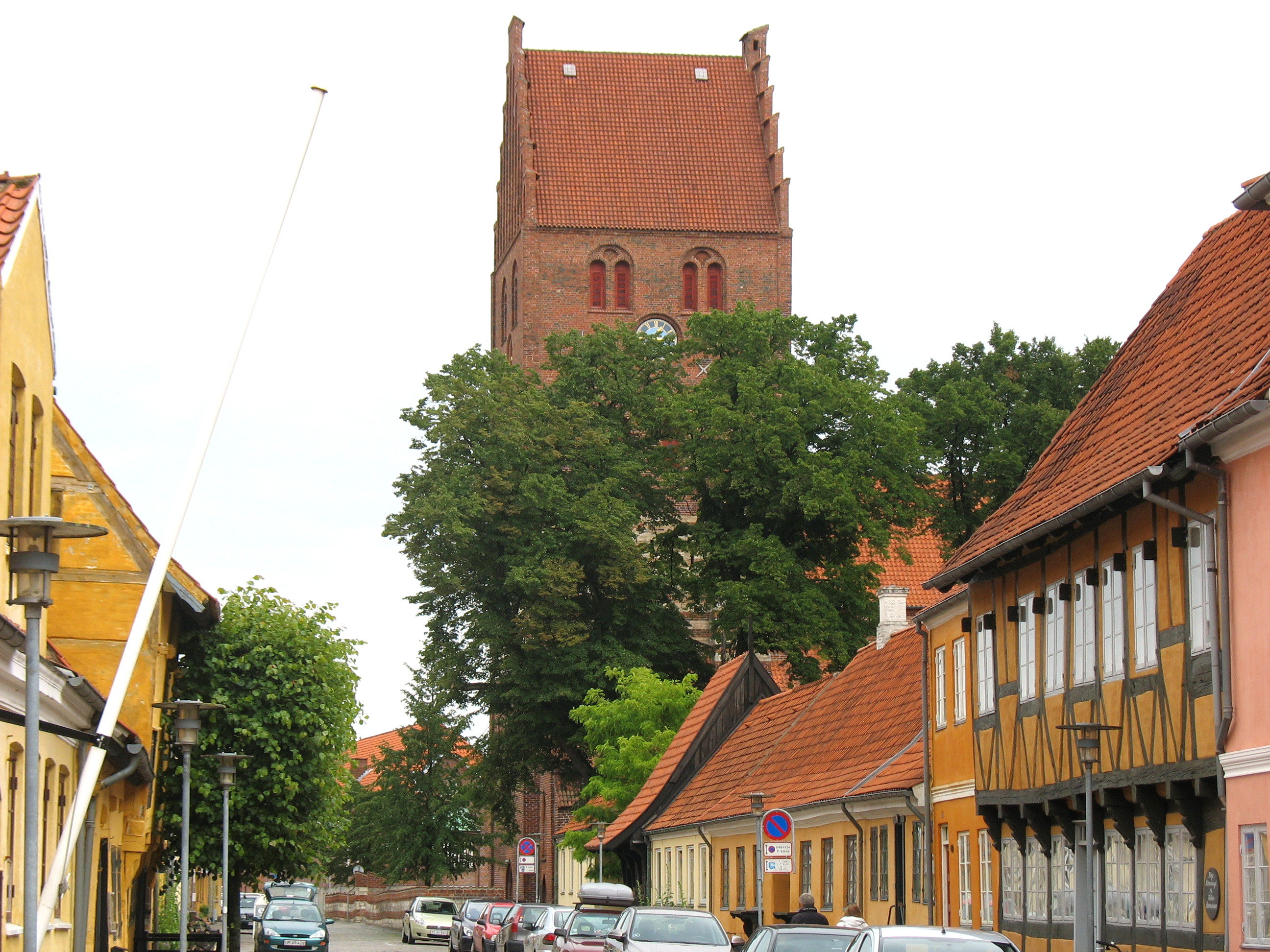
Краєвид на Kirkestræde (церковну вулицю) в Кеге. За деревами - церква Святого Миколая.
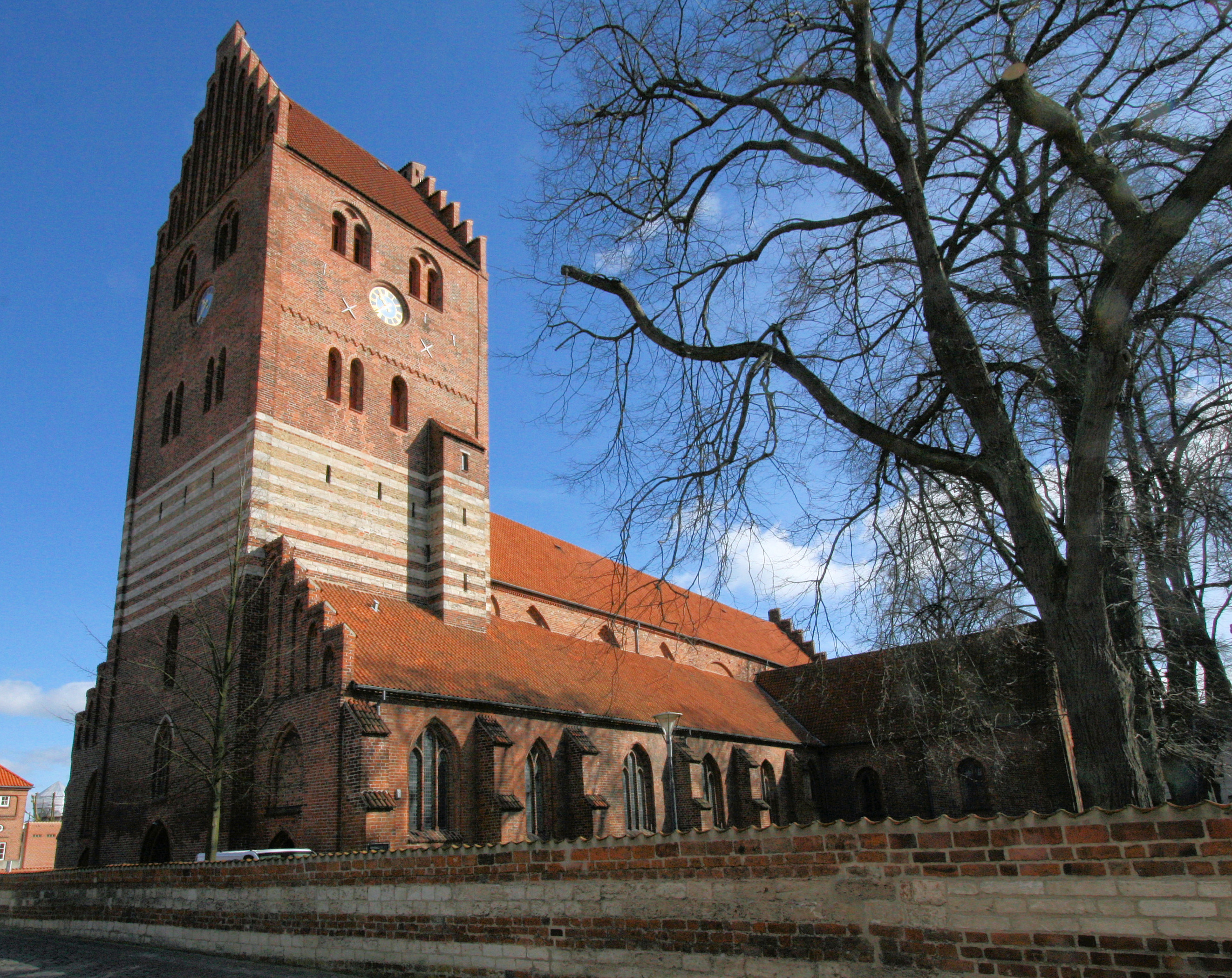
Церква Святого Миколая
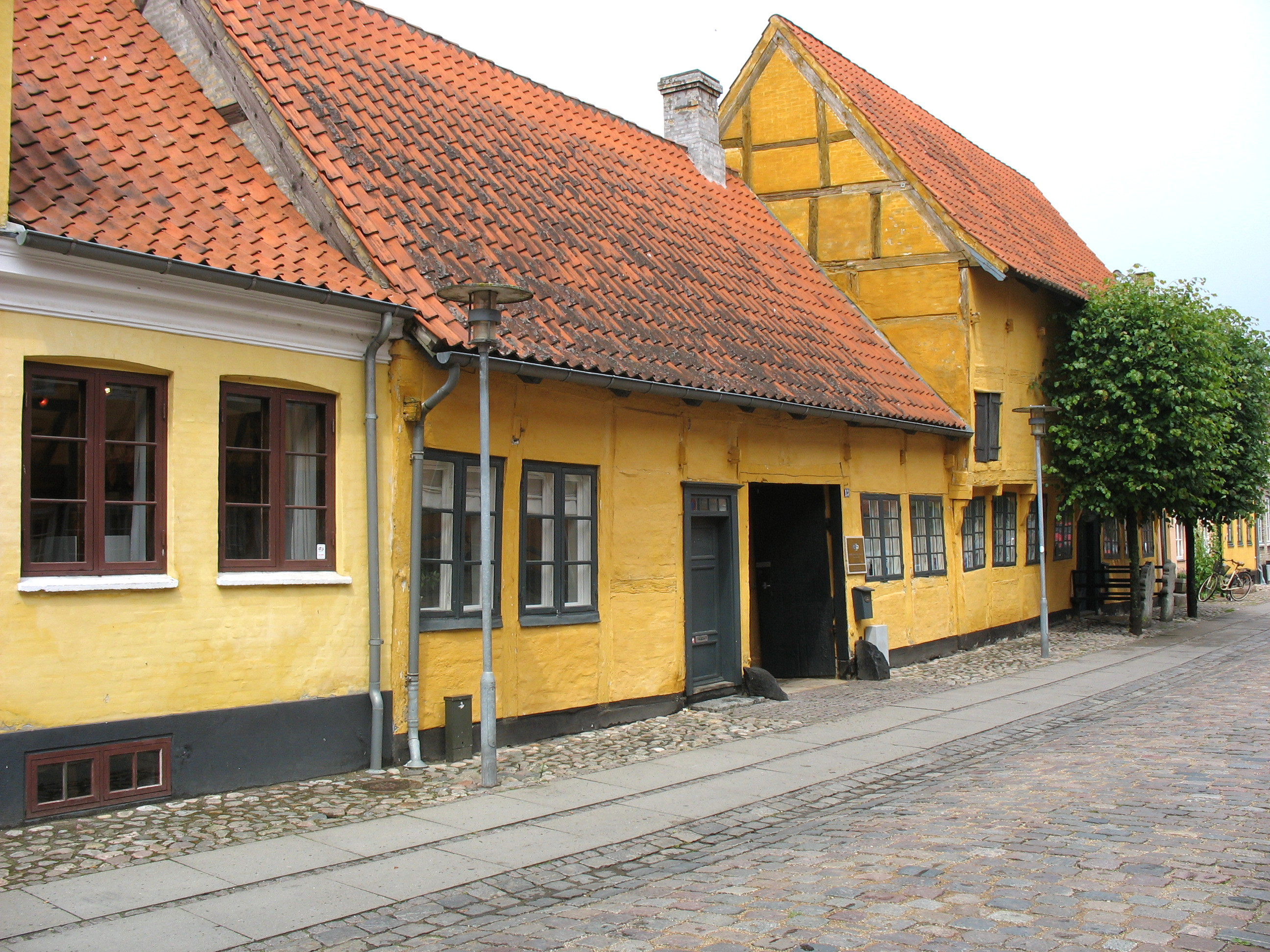
Старі будинки на Kirkestræde (церковна вулиця)
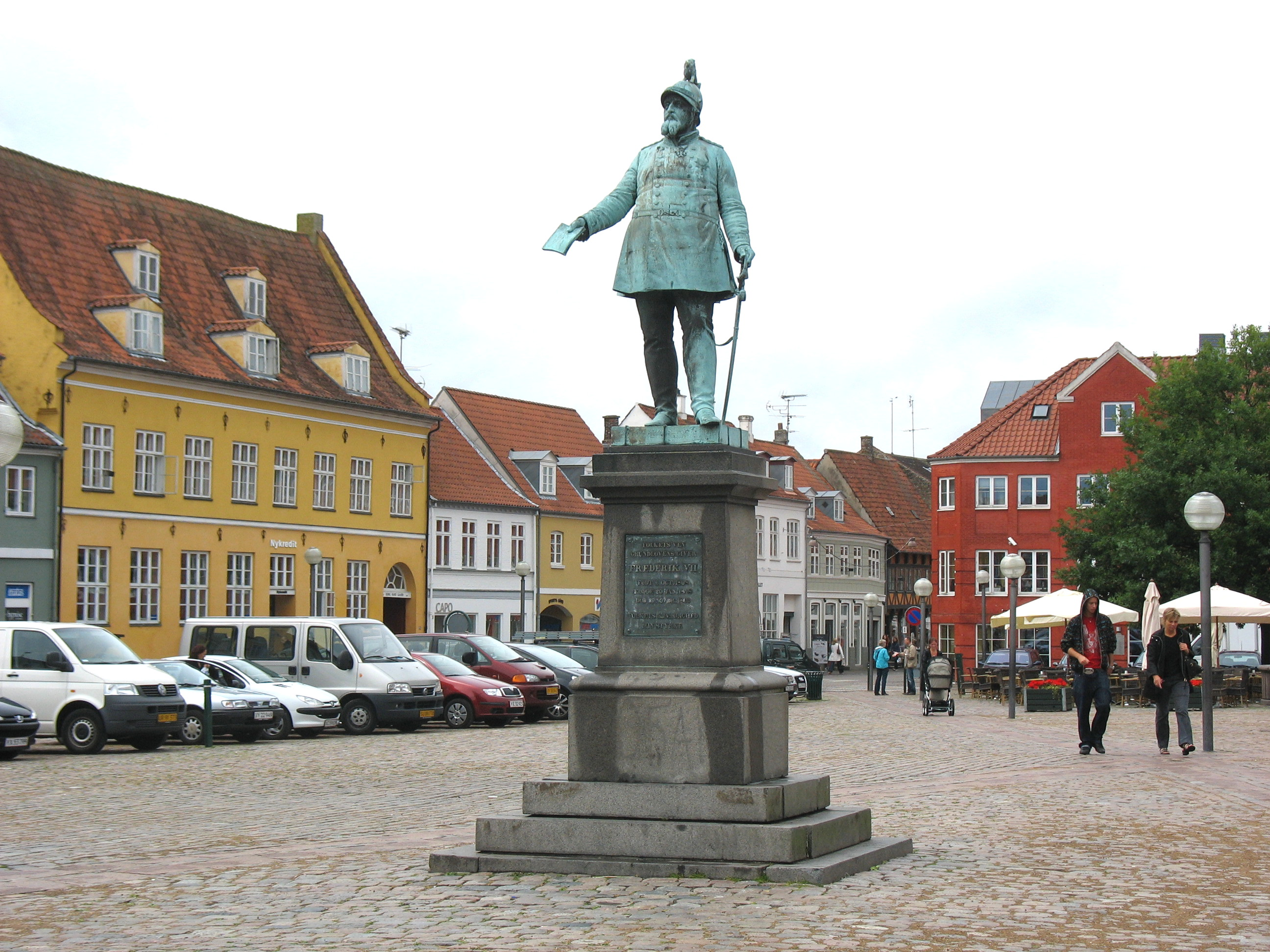
Статуя короля Фредеріка VII у центрі міської площі
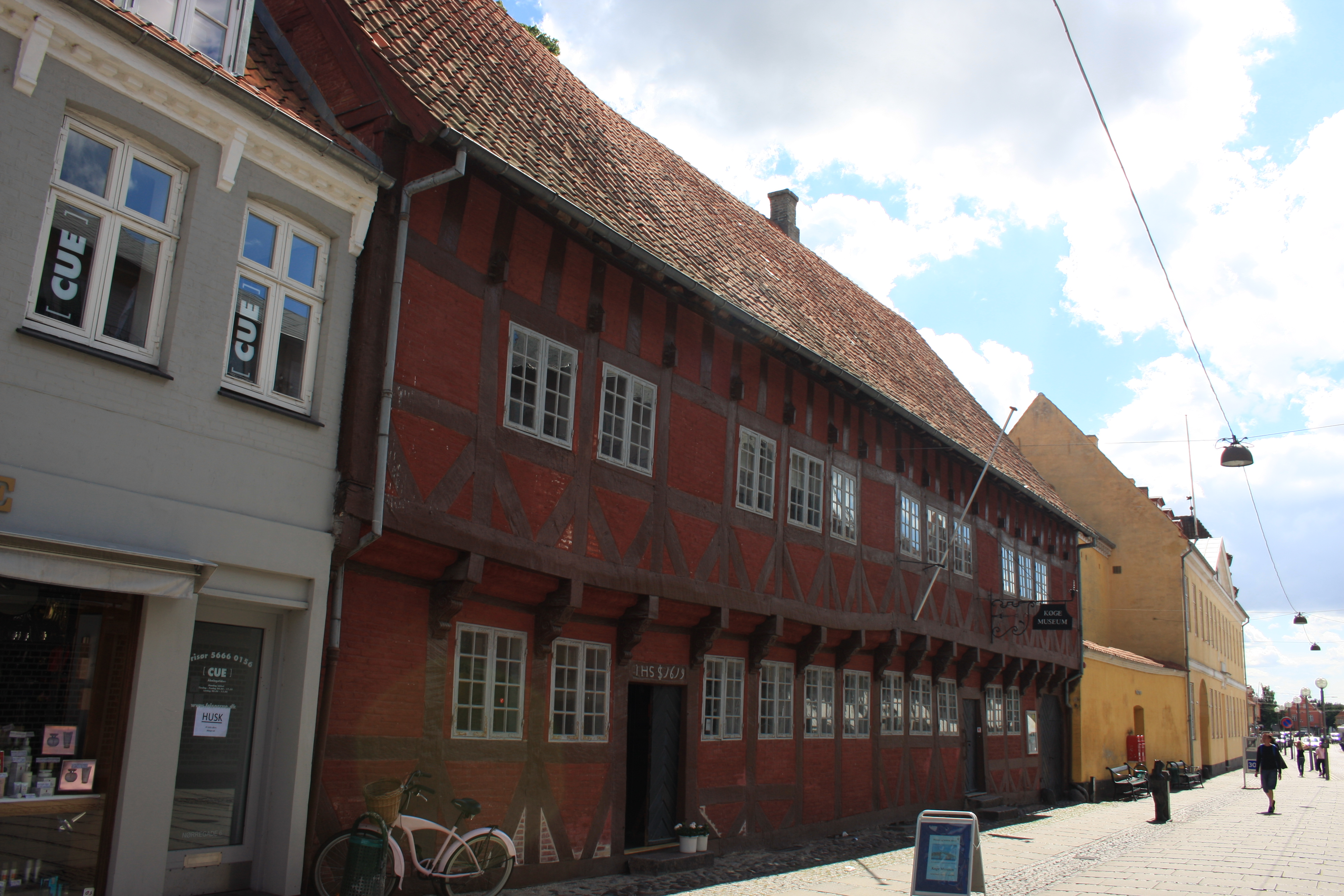
Музей Кеге з пофарбованою в жовтий колір ратушею на задньому плані
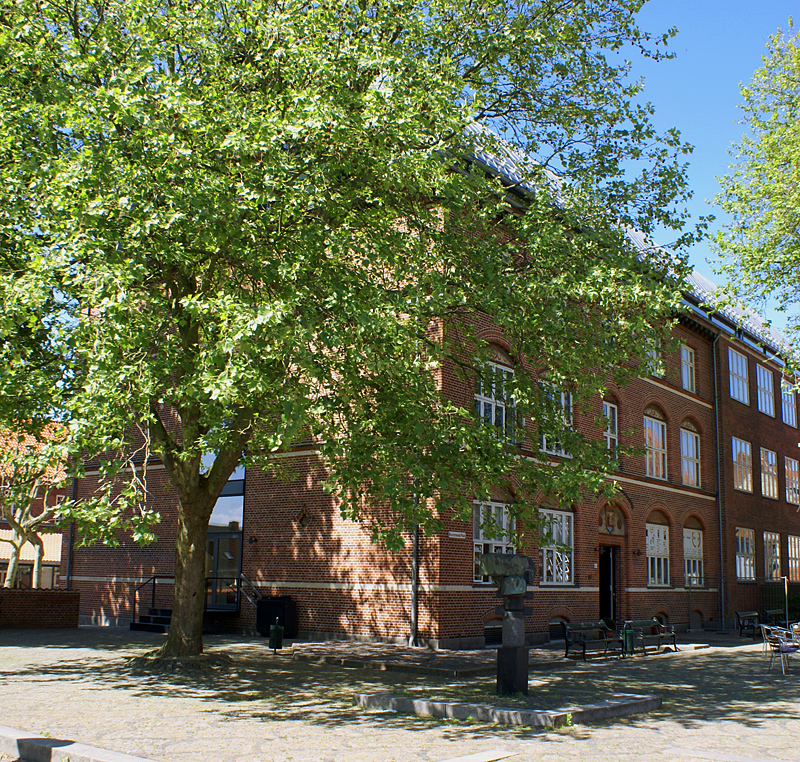
KØS — музей мистецтва в громадських місцях
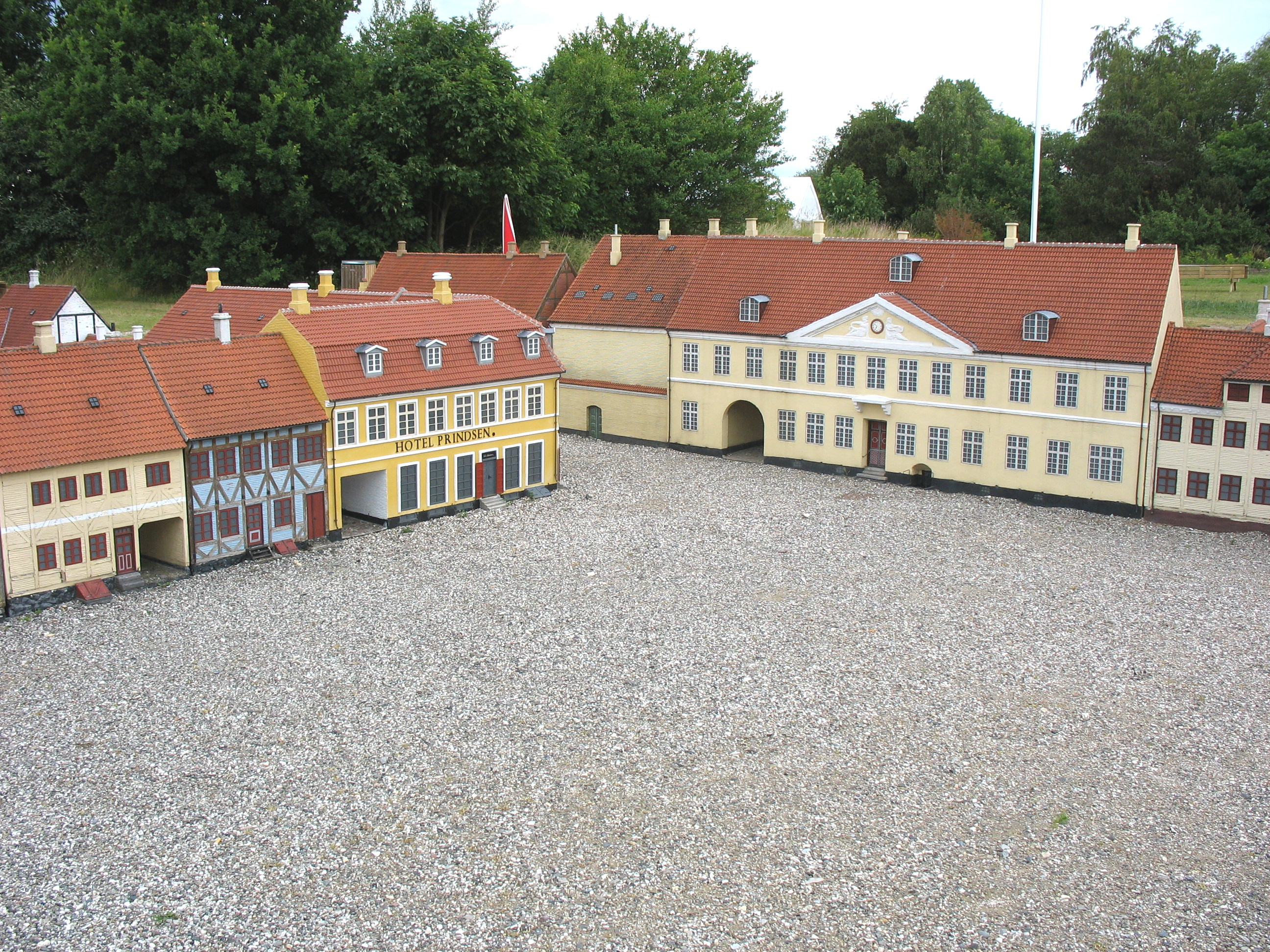
Частина Kjøge Miniby, історичного міні-міста
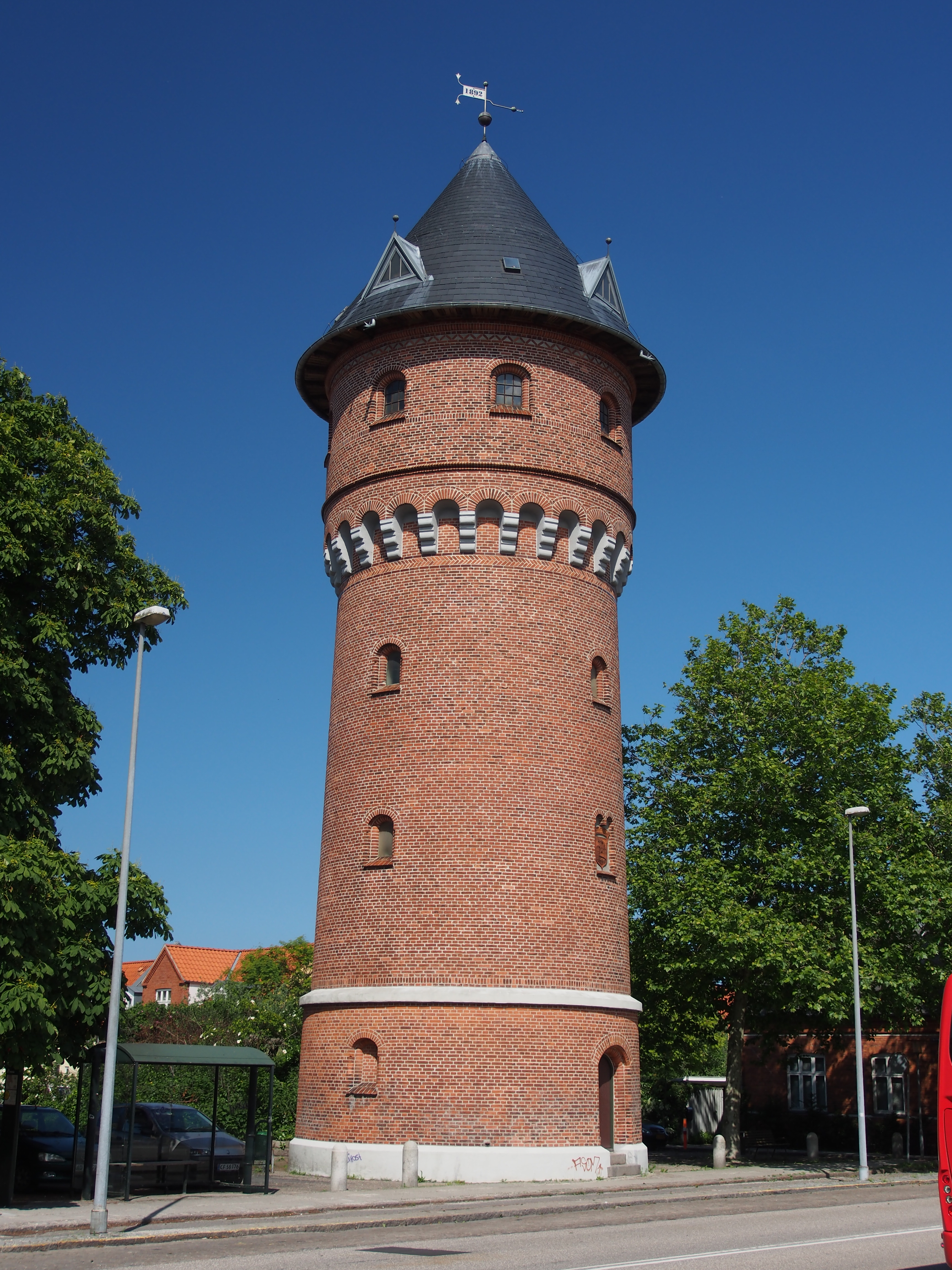
Водонапірна вежа

## Транспорт

### Дороги
За кілька кілометрів на північний захід від Кеге розташована розв'язка, де данська частина автомагістралі E20 сполучається з данською частиною автомагістралей E47 і E55.

### Залізничні станції
Залізнична станція Кеге є головною залізничною станцією міста. Копенгагенська мережа S-потягів має лінію, яка починається на станції; також станція пропонує місцеві потяги до Роскілле та Нестведа і приміські поїзди до півострова Стевнс. У північній частині Олбі також є станція S-потяга та місцева залізнична станція в південному передмісті Герфельге.
Залізнична станція Кеге Північне, відкрита 1 червня 2019 року, слугує міжміською, місцевою та станцією S-потягів.

### Порт Кеге
Порт Кеге — один із найстаріших портів Данії, але протягом останніх кількох років[коли?] його модернізовано. Від 2002 року існує поромне сполучення з Рьонне на балтійському острові Борнгольм, яким керує BornholmerFærgen.

## Відомі люди

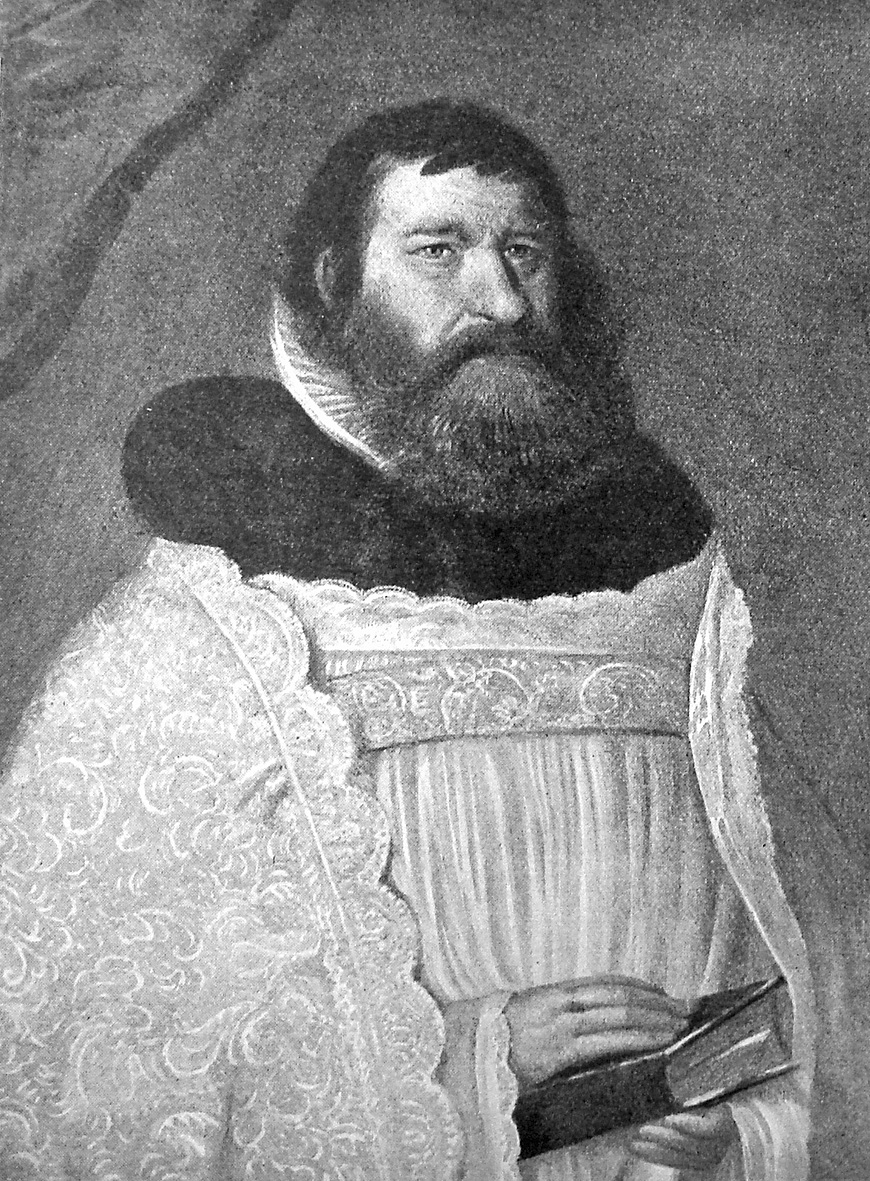
Єспер Брохманд

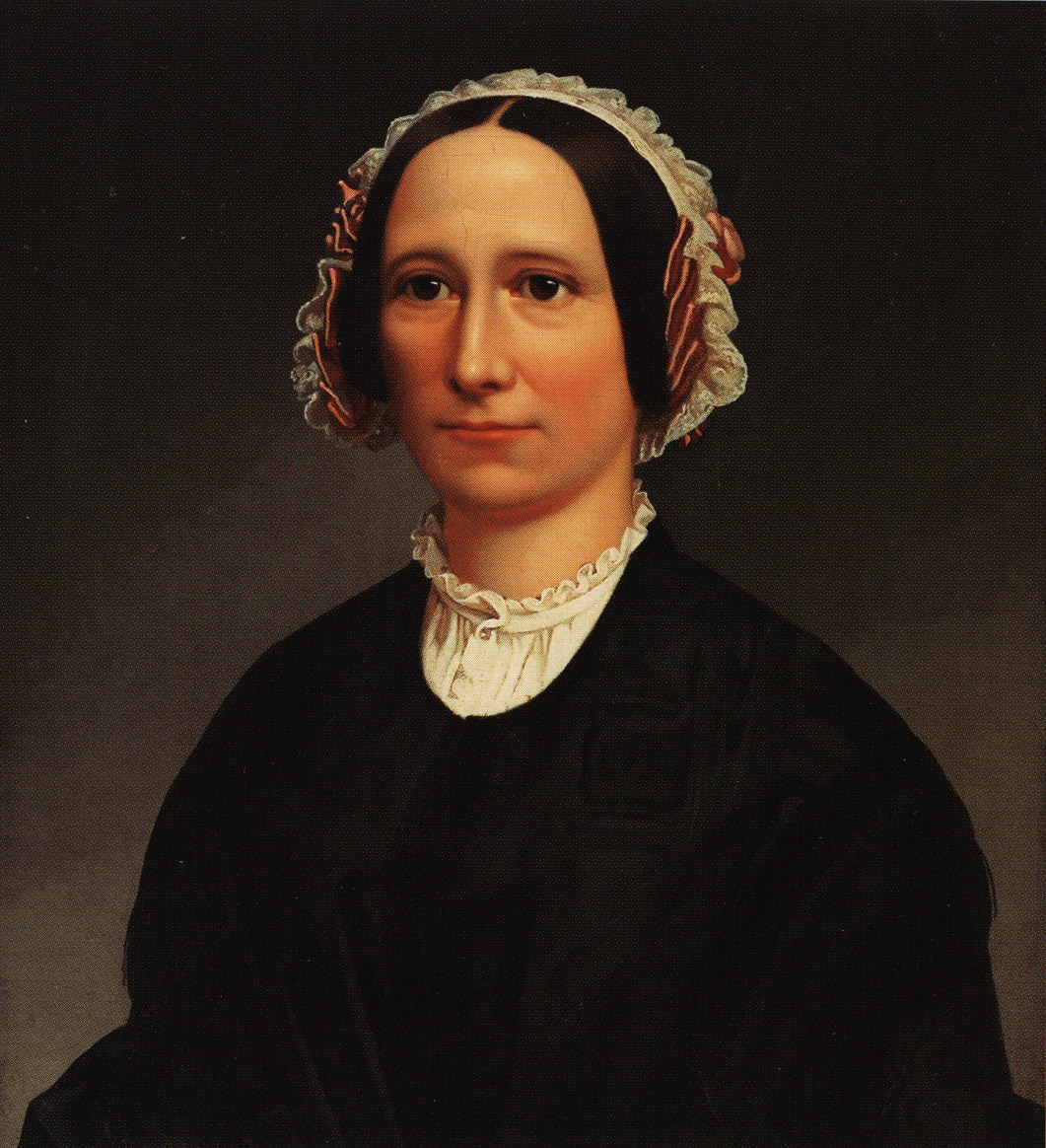
Марі Тофт, 1845 рік

- Єспер Брохманд[da] (1585, Кеге — 1652) — данський лютеранський священнослужитель, теолог і єпископ Зеландської єпархії[en]
- Ганс Гольст[en] (до 1619 — після 1640) — данський різьбяр по дереву, працював у церкві Святого Миколая
- Марі Тофт[da] (1813, маєток Гаммель Кегегорд[da] — 1854 р.) — багата данська землевласниця, яка керувала Роннебексгольмом[en], дружина філософа Н. Ф. С. Ґрундтвіґа
- Карл Християн Амуссен[en] (1825—1902) — перший ювелір Юти, емігрував до Нової Зеландії в 1857 році, а потім до Юти в 1868 році.
- Еммі Драхман[en] (1854—1928) — данська письменниця, дружина Хольгера Драхмана.
- Гаральд Бергстедт (1877—1965) — данський письменник, прозаїк, драматург і поет[9]
- Фінн К'єрсдам[da] (нар. 1943 р.) — данський землевпорядник, виріс у Кеге
- Майкл Фалч[da] (нар. 1956) — данський співак, гітарист, письменник і актор[10]
- Doggie[da] (нар. 1966) данський хіп-хоп виконавець у Копенгагені та Стамбулі
- Улла Мільман[en] (нар. 1972) — головна флейтистка DNSO, виросла у Веммедрупі
- Майкл Куреші[da] (нар. 1976) — данський журналіст, використовував фейкові джерела

### Спорт
- Уве Фредеріксен[da] (1884—1966) — тенісист, учасник літніх Олімпійських ігор 1912 року
- Ганс Педерсен[en] (1887, Хоєлсе біля Кеге — 1943) — данський гімнаст, учасник літніх Олімпійських ігор 1912 та 1920 років
- Генрі Ларсен[en] (1916—2002) — веслувальник, командний бронзовий призер літніх Олімпійських ігор 1948 року
- Бьорґе Раагауґе Нільсен[en] (1920—2010) — веслувальник, командний бронзовий призер літніх Олімпійських ігор 1948 року
- Каспер Анкерґрен[en] (нар. 1979) — колишній футбольний воротар, зіграв 319 матчів за клуб
- Клаус Нільсен[en] (нар. 1980) — професійний гірський байкер, учасник літніх Олімпійських ігор 2008 року
- Серен Ларсен (1981 р.н.) — колишній футболіст, провів 229 матчів за клуб і 20 матчів за збірну Данію
- Ніклас Педерсен (1987 р.н.) — колишній данський футболіст, провів 250 матчів за клуб і 13 матчів за збірну Данії, нині тренер U17 у HB Køge[en]
- Лена Гребак[en] (нар. 1991) — данська бадмінтоністка
- Еміль Голст[en] (нар. 1991) — данський бадмінтоніст
- Себастьян Ландер[en] (нар. 1991) — шосейний велогонщик, 2012 року виграв національний чемпіонат Данії з шосейних перегонів.